# إيزيس (اسم شخصي)
إيزيس هو اسم أنثى.

## المعنى
الشعبية الأولية للاسم مستمدة من ارتباطه بالمعبودة إيزيس من الديانة المصرية القديمة. واعتُبرت شخصيتها القوية فيما بعد سِمة النسويات.
ومع ذلك، منذ عام 2014، انخفض اسم إيزيس في الولايات المتحدة وكندا وأوروبا وأستراليا ونيوزيلندا بسبب تطابق الاسم مع الاسم المختصر لتنظيم الدولة الإسلامية في العراق والشام ISIS. منذ ذلك الحين، أُجريت تغييرات على الأسماء من قبل بعض النساء.

## اسم شخصي
- إيزيس أنتشالي (مواليد 1993)، مبتكرة حملة #ilooklikeanengineer للمساواة بين الجنسين
- إيزيس كاسالدوك (مواليد 1981)، حاملة لقب ملكة جمال بورتوريكو وعارضة الأزياء
- إيزيس فينلاي (1934-2007)، 1954 ملكة جمال كوبا
- إيزيس غوميز (مواليد 1985)، عارضة الأزياء البرازيلية
- إيزيس هولت (مواليد 2001)، رياضية بارالمبية في أحداث سباق T35 مع العديد من الأرقام القياسية العالمية
- إيزيس نيونغو، إعلامية كينية أمريكية رائدة في مجال التكنولوجيا في إفريقيا
- إيزيس بوغسون (1852-1945)، عالمة فلك بريطانية وعالمة أرصاد جوية
- إيزيس رودريغيز (مواليد 1964)، رسامة أمريكية تركز على تمكين المرأة وتحريرها
- إيزيس فالفيرد (مواليد 1987)، ممثلة برازيلية تحمل عدة جوائز